# وريد زائدي
الوريد الزائدي هو وريد يقوم بتصريف الدم من الزائدة الدودية.